# Selección de fútbol de Bretaña
La Selección de fútbol de Bretaña (en francés: Équipe de Bretagne de fútbol, en bretón: Skipailh Breizh) es el equipo que representa a Bretaña  en las competiciones de fútbol. Bretaña no está afiliado a la FIFA o a la UEFA, y por lo tanto no puede competir en los torneos que estos organizan.

## Criterios de selección
Es seleccionable en la selección de Bretaña cualquier jugador:
- Nacido en los departamentos 22, 29, 35, 44 y 56; o parentesco de estos mismos departamentos; o de parentesco de abuelos de estos mismos departamentos; o habiéndose establecido en uno de estos departamentos antes de la edad de tres años.
- Los tres primeros de estos criterios se toman de los requisitos de elegibilidad para la selección de un jugador bretaño.
- También son utilizados por la Liga Guadalupense de Fútbol y la Liga de Fútbol de Martinica durante sus competiciones en la zona de CONCACAF.
- Finalmente, el lugar de residencia o el estado del jugador no intervienen en este modo de selección. Sin embargo, estos dos criterios se utilizan exclusivamente para las selecciones de las ligas regionales metropolitanas de la Federación Francesa de Fútbol, en particular para la Copa de las Regiones de la UEFA.

## Partidos internacionales
| Fecha                   | Lugar            | Local      | Visita                   | Marcador     |
| ----------------------- | ---------------- | ---------- | ------------------------ | ------------ |
| 12 de marzo de 1922     | Rennes           | Bretaña    | Luxemburgo               | 1–0          |
| 11 de febrero de 1923   | Esch-sur-Alzette | Luxemburgo | Bretaña                  | 1–4          |
| 1 de noviembre de 1923  | Rennes           | Bretaña    | Noruega                  | 1–5          |
| 23 de marzo de1924      | Rennes           | Bretaña    | Luxemburgo               | 1–1          |
| 22 de febrero de 1925   | Luxembourg       | Luxemburgo | Bretaña                  | 1–1          |
| 10 de abril de 1938     | Brest            | Bretaña    | Alemania XI              | cancelado    |
| 23 de abril de 1939     | Brest            | Bretaña    | Luxemburgo               | 3–1          |
| 30 de diciembre de 1988 | Brest            | Bretaña    | Estados Unidos           | 6–2 (indoor) |
| 21 de mayo de 1998      | Rennes           | Bretaña    | Camerún                  | 1–1          |
| 25 de mayo de 1999      | Nantes           | Bretaña    | Irlanda                  | cancelado °  |
| 30 de mayo de 2000      | Nantes           | Bretaña    | Rumania                  | cancelado °  |
| 20 de marzo de 2001     | Angers           | Bretaña    | Cuba                     | cancelado °  |
| 22 de mayo de 2001      | Lorient          | Bretaña    | Marruecos                | cancelado °  |
| 31 de agosto de 2001    | Lorient          | Bretaña    | Letonia                  | cancelado °  |
| Junio de 2003           | -                | Bretaña    | Nueva Zelanda            | cancelado °  |
| 20 de mayo de 2008      | Saint-Brieuc     | Bretaña    | Congo                    | 3–1          |
| 19 de mayo de 2010      | Ajaccio          | Córcega    | Bretaña                  | 2–0          |
| 21 de mayo de 2010      | Bastia           | Bretaña    | Togo                     | 2–1          |
| 2 de junio de 2011      | Saint-Nazaire    | Bretaña    | Guinea Ecuatorial        | 0–1          |
| 28 de mayo de 2013      | Nantes           | Bretaña    | Mali                     | 1–0          |
| 20 de mayo de 2014      | Vannes           | Bretaña    | República Centroafricana | cancelado    |
| 22 de mayo de 2016      | Lomé             | Togo       | Bretaña                  | cancelado    |

° juego acordado pero no jugado debido a la administración de la Federación Francesa de Fútbol (1999-2005)..

## Entrenadores
- 1988: Jean-Louis Lamour y Marc Rastoll
- 1998: Georges Eo y René Le Lamer
- 2000/2008: Serge Le Dizet
- 2010: Pierre-Yves David
- 2011: Michel Audrain
- 2014: Claude Le Roy
- 2016: Raymond Domenech y Michel Audrain